# 前458年
| 千纪： | 前1千纪 |
| 世纪： | 前6世纪 \| 前5世纪 \| 前4世纪 |
| 年代： | 前480年代 \| 前470年代 \| 前460年代 \| 前450年代 \| 前440年代 \| 前430年代 \| 前420年代                                                                                                 |
| 年份： | 前463年 \| 前462年 \| 前461年 \| 前460年 \| 前459年 \| 前458年 \| 前457年 \| 前456年 \| 前455年 \| 前454年 \| 前453年                                                                   |
| 纪年： | 周貞定王十一年 魯悼公十年 齊平公二十三年 晉出公十七年 趙襄子十八年 秦厉共公十九年 楚惠王三十一年 宋昭公十一年 衛敬公七年 蔡声侯十四年 鄭哀公五年 燕孝公三十五年 越王鹿郢六年 杞出公三年 |

## 大事記
- 晉國趙襄子出使代國，在酒宴上趁機刺殺代王及其從官。趙軍隨即興兵伐代，將其領土併入趙氏版圖。
- 羅馬將領辛辛納圖斯在阿爾吉都斯山戰役（英语：Battle of Mount Algidus）中擊敗埃魁人（英语：Aequi）。